# The 7th City
|  | Denne artikel er oprettet af botten PalnaBot ud fra en ekstern database. Den kan derfor have sproglige fejl eller mangler. Denne skabelon kan fjernes efter kontrol af indholdet. |

Den 7. by er en dokumentarfilm fra 2005 instrueret af Nanna Guldhammer Wraae efter manuskript af Nanna Guldhammer Wraae.

## Handling
Beirut er under genopbygning efter borgerkrigen 1974-1991 og byen er præget af de voldsomme ting, der er foregået. Menneskene i byen skal finde en måde at komme videre på på trods af de ting der er sket. Krigen er officielt anerkendt som slut i 1991 men er den der stadig? 4 kunstnere fortæller.